# 熊本家庭裁判所
熊本家庭裁判所（くまもとかていさいばんしょ）は、熊本県熊本市中央区にある日本の家庭裁判所の一つで、熊本県を管轄している。略称は、熊本家裁（くまもとかさい）。玉名市、山鹿市、阿蘇市、八代市、人吉市、天草市に支部を、水俣市、牛深（天草市）、御船町、高森町に出張所を置いている。
熊本家庭裁判所の支部は熊本地方裁判所支部に併設されている。また、支部・出張所には簡易裁判所が併設されている。

## 所在地
- 本庁：熊本県熊本市中央区千葉城町3-31  北緯32度48分28.46秒 東経130度42分22.78秒 / 北緯32.8079056度 東経130.7063278度
九州産交バス・熊本都市バス 「家庭裁判所・KKRホテル熊本前」バス停より徒歩1分
- 玉名支部：熊本県玉名市繁根木54-8 北緯32度55分41.8秒 東経130度33分25秒 / 北緯32.928278度 東経130.55694度
JR鹿児島線「玉名駅」より徒歩15分
- 山鹿支部：熊本県山鹿市山鹿280　北緯33度0分42.2秒 東経130度41分35.6秒 / 北緯33.011722度 東経130.693222度
九州産交バス 「山鹿郵便局前」バス停より徒歩5分
- 阿蘇支部：熊本県阿蘇市一の宮町宮地2476-1　北緯32度56分37.8秒 東経131度6分56.7秒 / 北緯32.943833度 東経131.115750度
JR豊肥線「宮地駅」より徒歩15分
- 八代支部：熊本県八代市西松江城町1-41　北緯32度30分29.7秒 東経130度35分50.1秒 / 北緯32.508250度 東経130.597250度
九州産交バス 「北荒神町福祉センター前」バス停より徒歩3分，「検察庁・法務局・市博物館前」下車徒歩2分、「八代市役所前」下車徒歩10分
- 人吉支部：熊本県人吉市寺町1　北緯32度12分32.7秒 東経130度45分38.2秒 / 北緯32.209083度 東経130.760611度
九州産交バス 「新町」バス停より徒歩1分
- 天草支部：熊本県天草市諏訪町16-24　北緯32度27分11.6秒 東経130度11分12.1秒 / 北緯32.453222度 東経130.186694度
九州産交バス 「本渡バスセンター」より徒歩15分
- 水俣出張所:熊本県水俣市天神町1-1-1　北緯32度12分37.7秒 東経130度24分16.4秒 / 北緯32.210472度 東経130.404556度
肥薩おれんじ鉄道「水俣駅」下車徒歩15分
- 牛深出張所:熊本県天草市牛深町2061-17　北緯32度11分46.2秒 東経130度1分0.5秒 / 北緯32.196167度 東経130.016806度
九州産業交通バス「産交バスターミナル(牛深港)」下車徒歩20分
- 御舟出張所:熊本県上益城郡御船町辺田見1250-1　北緯32度42分23.9秒 東経130度47分58秒 / 北緯32.706639度 東経130.79944度
熊本バス「中辺田見」バス停下車徒歩10分
- 高森出張所:熊本県阿蘇郡高森町高森1385-6　北緯32度49分0.6秒 東経131度7分23.2秒 / 北緯32.816833度 東経131.123111度
南阿蘇鉄道「高森駅」下車徒歩5分

## 管轄
- 本庁
  -     - 熊本市、宇土市、宇城市、合志市、菊池郡大津町、菊陽町、阿蘇郡西原村

  - 御船出張所
    - 上益城郡御船町、嘉島町、益城町、甲佐町、山都町（蘇陽総合支所の所管区域を除く）、下益城郡美里町
- 玉名支部
  - 荒尾市、玉名市、玉名郡玉東町、南関町、和水町、長洲町
- 山鹿支部
  - 山鹿市、菊池市
- 阿蘇支部
  -     - 阿蘇市、阿蘇郡産山村、小国町、南小国町

  - 高森出張所
    - 阿蘇郡高森町、南阿蘇村、上益城郡山都町（蘇陽総合支所の所管区域）
- 八代支部
  -     - 八代市、八代郡氷川町

  - 水俣出張所
    - 水俣市、葦北郡芦北町、津奈木町
- 人吉支部
  - 人吉市、球磨郡錦町、多良木町、湯前町、水上村、相良村、五木村、山江村、球磨村、あさぎり町
- 天草支部
  -     - 上天草市、天草市（牛深出張所管内を除く）、天草郡苓北町

  - 牛深出張所
    - 天草市（河浦支所及び牛深支所の所管区域）

※ただし、各支部の合議事件、玉名・山鹿・阿蘇の各支部の少年事件は本庁で、人吉支部管内の少年事件は八代支部でそれぞれ取り扱う。

※高森、水俣、牛深の各出張所は、家事審判法で定める家庭に関する事件の審判及び調停のみ扱い、その他の事務は阿蘇、八代、天草の各支部が扱う。

※御船出張所は家事事件の受付および出張家事審判・出張家事調停のみ行い、その他の事務は本庁が扱う。

## 歴代所長
任期の後ろは後職
- 東孝行（1994年10月 - 1996年5月 広島高等裁判所判事）
- 山口博（2006年6月 - 2008年6月 新潟家庭裁判所所長）
- 上原裕之（2008年6月 - 2010年1月 広島高等裁判所部総括判事）
- 小松平内（2010年1月 - 2011年2月 定年退官）
- 松本久（2011年2月 - 2013年2月 定年退官）
- 遠山廣直（2013年2月 - 2015年9月 定年退官）
- 播磨俊和 (2015年10月 - 2017年4月) 神戸家庭裁判所長[1]
- 根元渉 (2019年3月 -)[2]